# Daniel (carte)
Cartea lui Daniel (în ebraică דניאל) este o carte din Biblia ebraică. Cartea povestește cum Daniel, un iudeu exilat la curtea regelui Nabucodonosor al II-lea (605-562 î.Hr.), conducătorul Babilonului, devine un mare oficial guvernamental și prezintă diverse profeții. Cartea a fost compusă, probabil, în jurul anului 165 î.Hr., cu puțin timp înainte de moartea lui Antioh al IV-lea Epifanes în 164.
În general, savanții se încadrează în două tabere: unii (cum ar fi Lester L. Grabbe⁠(en)[traduceți]) cred că o anumită formă a primelor șase capitole ale lui Daniel a circulat în secolele al VI-lea, al V-lea sau al IV-lea î.Hr., la scurt timp după evenimentele din carte și doar ultimele șase capitole au fost scrise în timpul perioadei Macabeice. Alți savanți susțin că întreaga lucrare a fost creată în perioada Macabeică, deși probabil influențată vag de legende mai vechi ale perioadei babiloniene. Unii savanți tradiționaliști susțin că întreaga lucrare a fost scrisă în timpul sau la scurt timp după viața profetului Daniel; dintre tradiționaliști, unii spun că profețiile din acestea nu s-au împlinit încă, ceea ce ar face să nu aibă nicio legătură cu Antioh al IV-lea Epifanes, în timp ce alți tradiționaliști consideră că lucrarea îl prevestește vag pe Antioh al IV-lea.

## Generalități
Deși în mod tradițional se credea ca această carte ar fi fost scrisă de către Daniel, personajul din poveștile de curte, azi consensul cercetătorilor este că ea este un produs al vremurilor macabeice. Deși mulți comentatori evanghelici apără încă datarea cărții la secolul al VI-lea î.e.n., pentru grosul cercetătorilor problema a fost decisă în urmă cu mai bine de un secol. Opinia majoritară este că poveștile de curte reprezintă un strat mai vechi de povești tradiționale, în timp ce viziunile și redactarea cărții au avut loc în secolul al II-lea î.e.n. Viziunile descriu o criză națională care a avut loc sub Antioh al IV-lea Epifanes, un rege seleucid care a încercat să introducă practici religioase elenistice, inclusiv adorarea idolilor în Templu și în general în religia iudaică, stârnind astfel mânia autorilor biblici.
Cartea cuprinde și profeții apocaliptice privind sfârșitul lumii, de exemplu:
„La sfârșitul stăpânirii lor, când păcătoșii vor fi umplut măsura nelegiuirilor, se va ridica un împărat fără rușine și viclean. El va fi tare, dar nu prin puterea lui însuși; el va face pustiiri de necrezut, va izbuti în tot ce va începe, va nimici pe cei puternici și chiar pe poporul sfinților. Din pricina propășirii lui și izbândirii vicleniilor lui, inima i se va îngâmfa, va pierde pe mulți oameni care trăiau liniștiți și se va ridica împotriva Domnului domnilor, dar va fi zdrobit fără ajutorul vreunei mâini omenești. ”—Daniel 8. 23-25
Consensul cercetătorilor este că Daniel nu a existat niciodată și că numele lui a fost ales din cauza reputației sale de văzător înțelept din tradiția ebraică.
În carte Daniel face divinație (manție), ceea ce este condamnat în Deuteronom.

## Alcătuire

### Autorul și data
Cartea lui Daniel este un pseudepigraf care susține că ar fi fost scris de însuși Daniel în secolul al VI-lea î.e.n. (ceea ce a fost acceptat necritic de către cercetătorii premoderni ai Bibliei). Istorisirile despre Daniel la curtea babiloniană datează din secolul al III-lea î.e.n., în timp ce a doua jumătate a cărții în timpul domniei lui Antioh al IV-lea Epifanes, regele grec seleucid al Siriei între 167-163 î.e.n. Deși cartea a fost clasificată în mod tradițional drept profetică, stilul ei literar este azi considerat literatură apocaliptică, ceea ce era popular între 200 î.e.n. și 100 e.n.
Cartea lui Daniel reprezintă o cristalizare a unui anume loc și anume moment, și anume Ierusalim sau împrejurimile sale, cu scurt timp înainte de re-sfințirea celui de-al doilea Templu în 165 î.e.n., cu o revizuire ulterioară la scurt timp după aceea. O indicație asupra cercului în care a fost scrisă cartea este prezentă în capitolul 11, în care eroii persecuției sunt maskalim, „înțelepții învățători”, cărora li s-ar acorda o onoare specială în momentul învierii din morți. Cine ar fi maskilim este neclar: nu se afirmă despre ei că ar fi fost preoți, nici nu par a fi Macabei, care erau mai degrabă războinici decât învățători, iar dacă ar fi fost scribi ei par a fi foarte diferiți de cercurile scribilor alcătuite în jurul lui Ben Sira.
Eugene Ulrich⁠(en)[traduceți], editor-șef al manuscriselor biblice de la Marea Moartă, datează cartea între 168 și 164 î.Hr., deși ea conține și texte care datează din perioada persană. John J. Collins⁠(en)[traduceți] datează Cartea lui Daniel la circa 164 î.Hr. și remarcă faptul că probabil nu a fost inclusă printre cărțile profetice din Biblia ebraică deoarece canonul lor era deja finalizat la vremea scrierii ei.
Neoplatonistul Porfirie a intuit cu secole înaintea apariției criticii surselor aceste adevăruri redescoperite de istoricii biblici moderni.

### Fundal istoric
Fundalul istoric al primei jumătăți a cărții este exilul babilonian. În 586 Babilonul, marea putere imperială a epocii, a distrus Ierusalimul în urma unei încercări de răzvrătire a Regatului Iuda, care îi era vasal. Elita acestui regat - curtea regală și clasele superioare - au fost transportate în Babilon. Daniel, conform cărții pe care o avem la dispoziție, era unul din cei deportați în capitala străină. Dacă am considera cartea necritic, toată acțiunea ei ar fi avut loc în timpul vieții lui Daniel.
În 536 î.e.n. Babilonul a fost învins de către noua putere, Persia, aflată sub conducerea cuceritorului persan Cirus cel Mare. Perșii le-au permis exilaților iudei să se întoarcă la Ierusalim și să reclădească orașul, care a devenit o provincie a Imperiului Persan. Spre sfârșitul anilor 300 Alexandru cel Mare, regele statului grecesc Macedonia a cucerit Persia. Alexandru a murit tânăr iar la moartea sa generalii săi au împărțit între ei imperiul său. Ierusalimul și Iuda (numite atunci Yehud medinata) au intrat sub stăpânirea lui Ptolemeu I, generalul care a primit Egiptul, dar în 198 î.e.n. orașul și provincia au fost capturate de Seleucas al III-lea, conducătorul Siriei și Mesopotamiei. La început, Seleucas trata Ierusalimul foarte favorabil, acordându-i Templului scutiri de taxe și garantând dreptul evreilor de a avea propriile legi, dar spre sfârșitul domniei sale a avut mare nevoie de bani ca urmare a înfrângerilor din partea romanilor și a nevoilor financiare care au rezultat din asta.
În cele trei capitole din Daniel 10-12, Daniel 10 servește ca prolog, capitolul 11 ca raport al viziunii angelice și capitolul 12 ca epilog.  P. R. Davies sugerează că textul este „ebraică stricată și poate reprezenta o traducere destul de slabă dintr-un original aramaic”. Unitatea începe cu o introducere în persoana a treia (10: 1), apoi trece la Daniel vorbind în propria voce ca unul dintre cele două personaje principale, partenerul său angelic fiind al doilea - acesta este probabil îngerul Gabriel, deși nu este identificat niciodată. Apoi urmează Daniel 11, „Cartea Adevărului”: o mare parte din istoria pe care o relatează este exactă până la cele două invazii siriene succesive ale Egiptului în 170 și 168 î.Hr., dar nu a existat un al treilea război între Egipt și Siria, iar Antiochus nu a murit în Palestina. Eșecul profeției ajută la identificarea datei de compoziție: autorul știe despre profanarea Templului în decembrie 167, dar nu despre re-dedicarea Templului sau moartea lui Antioh, ambele la sfârșitul anului 164; numărătoarea inversă de zile rămase până la sfârșitul vremurilor în Daniel 12:11-12 diferă de cea din Daniel 8 și a fost adăugată cel mai probabil după ce predicția inițială nu a reușit să se împlinească.

### Texte
Capitolele 1 și 8–12 sunt în limba ebraică iar capitolele 2–7 în limba aramaică.
Biblia ebraică îl include pe Daniel ca unul dintre Ketuvim, în timp ce Canoanele biblice creștine grupează lucrarea cu profeții mari. Se împarte în două părți: un set de șase povești de curte în capitolele 1–6, scrise mai ales în aramaică biblică și patru viziuni apocaliptice din capitolele 7–12, scrise în principal în ebraica biblică târzie; cărțile deuterocanonice conțin trei secțiuni suplimentare, Rugăciunea lui Azaria și Cântarea celor trei copii sfinți, Cartea Susanei și Bel și Dragonul.
Cele trei mari variante ale Cărții lui Daniel sunt o versiune de douăsprezece capitole păstrată în Textul masoretic și două versiuni grecești mai lungi, varianta din Septuaginta originală, cca. 100 î.e.n. și versiunea mai târzie din Theodotion, o traducere din jurul secolului al II-lea e.n. Theodotion este mult mai aproape de textul masoretic și devenise atât de popular încât înlocuise varianta Cărții lui Daniel din Septuaginta în toate manuscrisele ei, cu excepția a două manuscrise ale Septuagintei Adăugirile în limba greacă se pare că n-au făcut niciodată parte din textul ebraic.
Trei narațiuni în plus au fost păstrate în versiunile din Septuaginta și din Theodotion, ele fiind considerate apocrife biblice de către creștinii protestanți și de către evrei și cărți deuterocanonice de către creștinii catolici și ortodocși. Aceste adăugiri la Cartea lui Daniel sunt Rugăciunea lui Azaria și Cântarea celor trei tineri, istoriile Suzanei și bătrânilor și a balaurului (a lui Bel și dragonului).
Au fost găsite opt copii fragmentare ale Cărții lui Daniel la Qumran: două în peștera 1, cinci în peștera 4 și una în peștera 6. Niciuna din ele nu este completă, ca urmare a degradării, dar ca ansamblu ele păstrează textul din unsprezece capitole din cele douăsprezece. Al doisprezecelea capitol a fost găsit în Florilegium 4Q174. Toate cele opt manuscrise au fost copiate de-a lungul a 175 de ani, începând cu 125 î.e.n. (4QDanc) până spre 50 e.n. (4QDanb).
Șapte din cele opt suluri conțineau la origini întreaga Carte a lui Daniel în forma scurtă din textul masoretic, totuși niciuna dintre ele nu a conținut forma lungă, păstrată în Septuaginta. Niciunul dintre cele opt suluri nu prezintă nepotriviri majore față de textul masoretic, deși James C. VanderKam observa că 1QDana este cea mai apropiată de textul tradițional.
Dintre cele patru suluri care păstrează secțiunile relevante (1QDana, 4QDana, 4QDanb, and 4QDand) toate urmează aceeași structură bilingvă prin care cartea începe în ebraică, trece la aramaică la 2:4b și trece înapoi la ebraică la 8:1.

### Pedepsirea regelui babilonian Belșațar

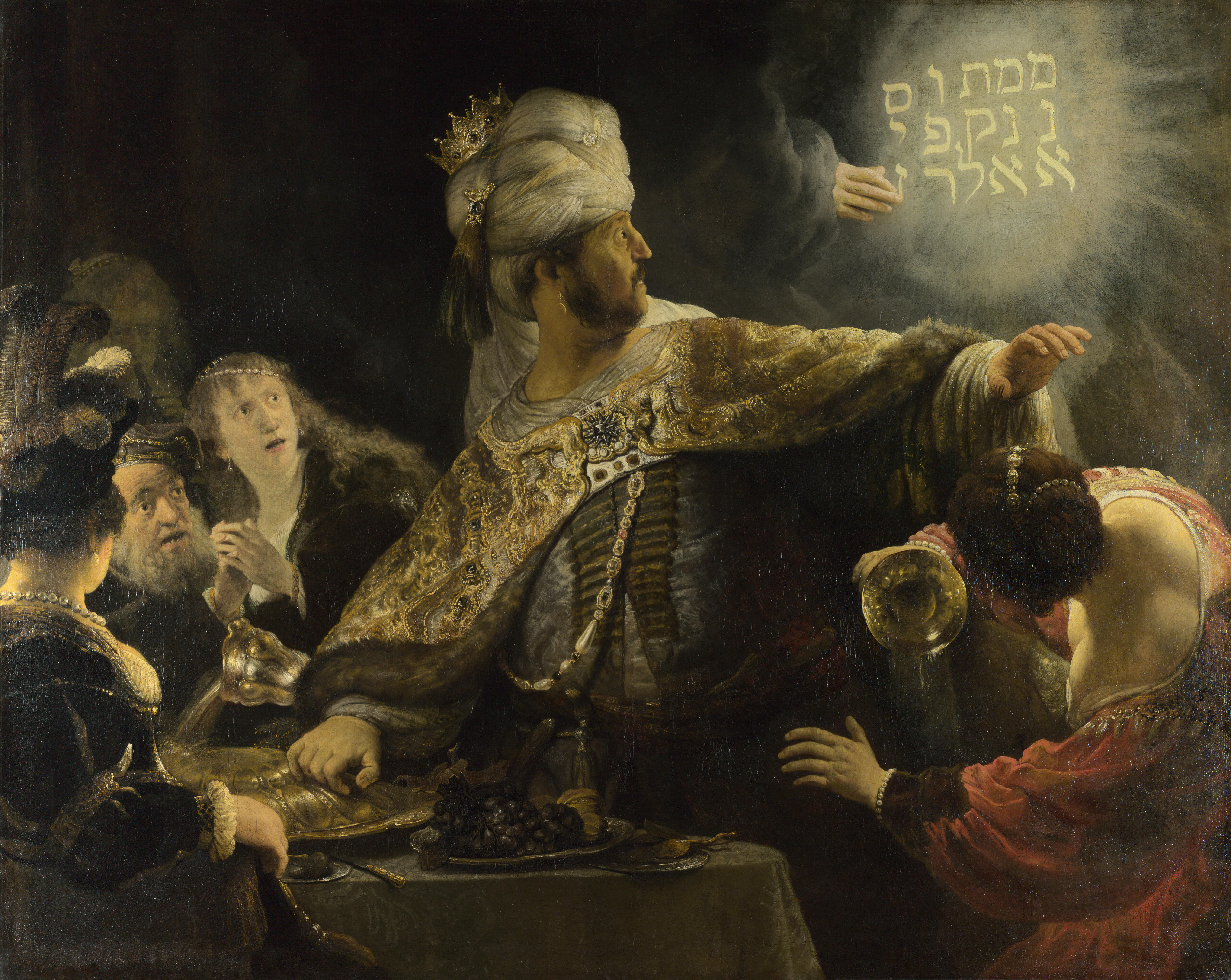
Tabloul lui Rembrandt „Ospățul lui Belșațar” din 1635

Cartea lui Daniel (Daniel 5:1-31), carte în care potrivirea cu realitatea istorică nu joacă un rol important, povestește despre pedepsirea „divină” a lui Belșațar. Acesta este pedepsit, după ce o mână fără corp apare la banchetul la care el bea din cupe de aur furate din templul Ierusalimului de către tatăl său, regele Nabucodonosor al II-lea (în realitate Nabonid) și îi scrie un mesaj pe perete („Mene - tekel - u-farsin”) prin care îi anunță moartea iminentă. Conform Bibliei, Belșațar este ucis peste puțin timp, în somn, de perși.
În realitate el nu a fost rege, ci doar prinț moștenitor, nu a mai ajuns să fie rege deoarece tatăl său Nabonid a fost detronat de către Cirus al II-lea cel Mare, care a ocupat Babilonul. Nabonid a fost capturat iar viața sa a fost cruțată, dar nu se cunoaște nimic despre soarta lui Belșațar.
Cuceritorul Babilonului este numit în Biblie Darius Medul, dar în istorie nu este cunoscut un astfel de individ, iar invadatorii nu erau mezi, ci perși.
Belșațar nu a fost niciodată pe deplin rege și și-a reluat sau reconfirmat locul de prinț subordonat regelui Nabonid la revenirea acestuia în Babilon.